# Eupithecia dissobapta
Eupithecia dissobapta es una especie de polilla de la familia Geometridae. La especie fue descrita por primera vez por Louis Beethoven Prout habiendo sido descrita en 1938, con distribución en Madagascar. El sintipo de la especie fue descrita en los alrededores de la estación Perinet, 148 kilómetros (92,0 mi) de Antananarivo. Es una polilla pequeña, con una envergadura de unos 14 a 18 milímetros (0,6 a 0,7 plg).